# Kutalimbaru (plaats)
Kutalimbaru is een bestuurslaag in het regentschap Deli Serdang van de provincie Noord-Sumatra, Indonesië. Kutalimbaru telt 1808 inwoners (volkstelling 2010).